# Андский каштановый крапивник
Андский каштановый крапивник (лат.  Cinnycerthia unirufa) — вид птиц из семейства крапивниковых. Выделяют три подвида. Распространён в Южной Америке. 

## Описание
Андский каштановый крапивник достигает длины тела около 16,5 см при массе от 21 до 29 г. Половой диморфизм не выражен. Оперение полностью коричневое, но разных оттенков. Верхняя часть головы оранжево-коричневого цвета, шея и плечи более каштановые, переходящие в красновато-коричневый цвет в задней части спины. Первостепенные и второстепенные маховые перья каштанового цвета с узкими черноватыми штрихами. Рулевые перья красновато-коричневого цвета с незаметными более тёмными полосами. Подбородок светлее, грудь оранжево-коричневая, переходящая в красновато-коричневую по направлению к гузке. Уздечка черноватая, клюв и ноги чёрные. Глаза карие. Молодые особи похожи на взрослых птиц, но на маховых перьях отсутствуют чёрные полосы.
Пение андского каштанового крапивника состоит из громких, быстро повторяющихся двух или трех нот, которые звучат как «tschu-tu». На них накладываются громкие трели. Все это длится не менее 10 секунд. Часто представители обоих полов поют дуэтом. Он также издает тихое «tschurr», или «wit-wit», или громкое резкое «gia».

## Биология
Обитает в тропических и субтропических влажных горных лесах на высоте от 2200 до 3800 м над уровнем моря.
Биология практически не исследована. В горах Сьерра-де-Периха андский каштановый крапивник размножается с июня по август. Птенцов подвида C. u. unibrunnea наблюдали в Колумбии в марте. Описано сооружение гнезда парой крапивников в ноябре в юго-восточном Эквадоре. Гнездо из травы, мха и веток размещалось на дереве на высоте 5 метров над землей, имело овальную форму и диаметр 15 см с входным отверстием шириной около 3,5 см.

## Подвиды и распространение
Выделяют три подвида:
- C. u. unirufa (Lafresnaye, 1840) — северо-восток Колумбии и юго-запад Венесуэлы
- C. u. chakei Aveledo & Ginés, 1952 — северо-запад Венесуэлы
- C. u. unibrunnea (Lafresnaye, 1853) — от центра Колумбии до севера Перу